# Portugal op het Europees kampioenschap voetbal 2012
Portugal was een van de deelnemende landen aan het Europees kampioenschap voetbal 2012 in Polen en Oekraïne. Het was de zesde deelname voor het land. Op het vorige EK in Zwitserland en Oostenrijk (in 2008) werd Portugal in de kwartfinale uitgeschakeld door Duitsland. De bondscoach is Paulo Bento (sinds 2010). Op 6 juni 2012 stond Portugal op de 10e plaats op de FIFA-wereldranglijst, achter Denemarken.

## Kwalificatie
Portugal was een van de 51 leden van de UEFA die zich inschreef voor de kwalificatie voor het EK 2012. Twee van die leden, Polen en Oekraïne, waren als organiserende landen al geplaatst. Portugal werd als groepshoofd ingedeeld in groep H, samen met Denemarken (uit pot 2), Noorwegen (uit pot 3), Cyprus (uit pot 5) en IJsland (uit pot 4). De nummers 1 en 2 uit elke poule kwalificeerde zich direct voor het Europees kampioenschap.
Portugal speelde tien kwalificatiewedstrijden, tegen elke tegenstander twee. In deze reeks scoorde het elftal 21 doelpunten en kreeg 13 tegendoelpunten. Samen met Noorwegen behaalde Portugal 16 punten, maar door verschil in doelsaldo kon Portugal de play-offs gaan spelen. Tijdens de loting werd bepaald dat Portugal moest spelen tegen Bosnië en Herzegovina. De eerste wedstrijd speelden de teams gelijk (0-0), de tweede wedstrijd behaalde Portugal een zege (6-2) en zo ging het door naar het EK. Cristiano Ronaldo eindigde als topscorer in de reeks kwalificatiewedstrijden met 5 doelpunten.

### Kwalificatiewedstrijden
|                        |                                                 |       |                                                    |                                                                                             |
| 3 september 2010 21:45 | Portugal                                        | 4 – 4 | Cyprus                                             | Estádio D. Afonso Henriques, Guimaraes Toeschouwers: 9.100 Scheidsrechter: Mark Clattenburg |
| 3 september 2010 21:45 | Almeida 8' Meireles 29' Danny 50' Fernandes 60' |       | Aloneftis 3' Konstantinou 11' Okkas 57' Avraam 89' | Estádio D. Afonso Henriques, Guimaraes Toeschouwers: 9.100 Scheidsrechter: Mark Clattenburg |

|                        |               |       |          |                                                                             |
| 7 september 2010 20:30 | Noorwegen     | 1 – 0 | Portugal | Ullevaal Stadion, Oslo Toeschouwers: 24.535 Scheidsrechter: Laurent Duhamel |
| 7 september 2010 20:30 | Huseklepp 21' |       |          | Ullevaal Stadion, Oslo Toeschouwers: 24.535 Scheidsrechter: Laurent Duhamel |

|                      |                           |       |                     |                                                                              |
| 8 oktober 2010 21:45 | Portugal                  | 3 – 1 | Denemarken          | Estádio do Dragão, Porto Toeschouwers: 27.000 Scheidsrechter: Eric Braamhaar |
| 8 oktober 2010 21:45 | Nani 29', 31' Ronaldo 85' |       | Carvalho 79' (e.d.) | Estádio do Dragão, Porto Toeschouwers: 27.000 Scheidsrechter: Eric Braamhaar |

|                       |                 |       |                                     |                                                                                  |
| 12 oktober 2010 21:45 | IJsland         | 1 – 3 | Portugal                            | Laugardalsvöllur, Reykjavik Toeschouwers: 9.755 Scheidsrechter: Thomas Einwaller |
| 12 oktober 2010 21:45 | H. Helguson 17' |       | Ronaldo 3' Meireles 27' Postiga 72' | Laugardalsvöllur, Reykjavik Toeschouwers: 9.755 Scheidsrechter: Thomas Einwaller |

|                   |             |       |           |                                                       |
| 4 juni 2011 22:00 | Portugal    | 1 – 0 | Noorwegen | Estádio da Luz, Lissabon Scheidsrechter: Cüneyt Çakır |
| 4 juni 2011 22:00 | Postiga 53' |       |           | Estádio da Luz, Lissabon Scheidsrechter: Cüneyt Çakır |

|                        |        |                                                 |          |                                                          |
| 2 september 2011 20:45 | Cyprus | 0 – 4                                           | Portugal | New GSP Stadium, Nicosia Scheidsrechter: Gianluca Rocchi |
| 2 september 2011 20:45 |        | Ronaldo 35' (pen.), 82' Almeida 84' Danny 90+2' |          | New GSP Stadium, Nicosia Scheidsrechter: Gianluca Rocchi |

|                      |                                                   |       |                                              |                                                      |
| 7 oktober 2011 22:00 | Portugal                                          | 5 – 3 | IJsland                                      | Estádio do Dragão, Porto Scheidsrechter: Bas Nijhuis |
| 7 oktober 2011 22:00 | Nani 13', 21' Postiga 45' Moutinho 81' Eliseu 87' |       | Jónasson 48', 68' G. Sigurðsson 90+4' (pen.) | Estádio do Dragão, Porto Scheidsrechter: Bas Nijhuis |

|                       |                              |       |               |                                                   |
| 11 oktober 2011 20:15 | Denemarken                   | 2 – 1 | Portugal      | Parken, Kopenhagen Scheidsrechter: Nicola Rizzoli |
| 11 oktober 2011 20:15 | Krohn-Dehli 13' Bendtner 63' |       | Ronaldo 90+2' | Parken, Kopenhagen Scheidsrechter: Nicola Rizzoli |

#### Play-offs
|                        |                       |       |          |                                                                       |
| 11 november 2011 20:00 | Bosnië en Herzegovina | 0 – 0 | Portugal | Bilino Polje, Zenica Toeschouwers: 12.352 Scheidsrechter: Howard Webb |
| 11 november 2011 20:00 |                       |       |          | Bilino Polje, Zenica Toeschouwers: 12.352 Scheidsrechter: Howard Webb |

|                        |                                                      |       |                                 |                                                                              |
| 15 november 2011 22:00 | Portugal                                             | 6 – 2 | Bosnië en Herzegovina           | Estádio da Luz, Lissabon Toeschouwers: 47.728 Scheidsrechter: Wolfgang Stark |
| 15 november 2011 22:00 | Ronaldo 8', 53' Nani 24' Postiga 72', 82' Veloso 80' |       | 41' (pen.) Misimović 65' Spahić | Estádio da Luz, Lissabon Toeschouwers: 47.728 Scheidsrechter: Wolfgang Stark |

### Eindstand groep H
| Land       | Wed | Win | Gel | Ver | DV | DT | +/- | Pnt |
| ---------- | --- | --- | --- | --- | -- | -- | --- | --- |
| Denemarken | 8   | 6   | 1   | 1   | 15 | 6  | +9  | 19  |
| Portugal   | 8   | 5   | 1   | 2   | 21 | 12 | +9  | 16  |
| Noorwegen  | 8   | 5   | 1   | 2   | 10 | 7  | +3  | 16  |
| IJsland    | 8   | 1   | 1   | 6   | 6  | 14 | -8  | 4   |
| Cyprus     | 8   | 0   | 2   | 6   | 7  | 20 | -13 | 2   |

## Wedstrijden op het Europees kampioenschap
Portugal werd bij de loting op 2 december 2011 ingedeeld in Groep B. Aan deze groep werden vóór Portugal Nederland, Denemarken en Duitsland toegevoegd. De groep wordt door deze sterke loting de "Groep des Doods" genoemd. Bondscoach Paulo Bento vond de loting ongunstig en de poule zwaar, net als bondscoach van Nederland Bert van Marwijk, van Duitsland, Joachim Löw en van Denemarken, Morten Olsen.

### Groep B
| Land       | Wed | Win | Gel | Ver | DV | DT | +/- | Pnt |
| ---------- | --- | --- | --- | --- | -- | -- | --- | --- |
| Duitsland  | 3   | 3   | 0   | 0   | 5  | 2  | +3  | 9   |
| Portugal   | 3   | 2   | 0   | 1   | 5  | 4  | +1  | 6   |
| Denemarken | 3   | 1   | 0   | 2   | 4  | 5  | -1  | 3   |
| Nederland  | 3   | 0   | 0   | 3   | 2  | 5  | -3  | 0   |

### Wedstrijden
|                        |           |       |          |                                                  |
| 9 juni 2012 21.45 OEZT | Duitsland | 1 – 0 | Portugal | Arena Lviv, Lviv Scheidsrechter: Stéphane Lannoy |
| 9 juni 2012 21.45 OEZT | Gómez 72' |       |          | Arena Lviv, Lviv Scheidsrechter: Stéphane Lannoy |

|                         |                   |       |                                 |                                                |
| 13 juni 2012 19.00 OEZT | Denemarken        | 2 – 3 | Portugal                        | Arena Lviv, Lviv Scheidsrechter: Craig Thomson |
| 13 juni 2012 19.00 OEZT | Bendtner 41', 80' |       | 24' Pepe 36' Postiga 87' Varela | Arena Lviv, Lviv Scheidsrechter: Craig Thomson |

|                         |                 |       |                   |                                                         |
| 17 juni 2012 21.45 OEZT | Portugal        | 2 – 1 | Nederland         | Metaliststadion, Charkov Scheidsrechter: Nicola Rizzoli |
| 17 juni 2012 21.45 OEZT | Ronaldo 28' 74' |       | 11' Van der Vaart | Metaliststadion, Charkov Scheidsrechter: Nicola Rizzoli |

### Kwartfinale
|                         |          |             |          |                                                         |
| 21 juni 2012 20.45 MEZT | Tsjechië | 0 – 1       | Portugal | Nationaal Stadion, Warschau Scheidsrechter: Howard Webb |
| 21 juni 2012 20.45 MEZT |          | 79' Ronaldo |          | Nationaal Stadion, Warschau Scheidsrechter: Howard Webb |

### Halve finale
|                         |                          |              |                                     |                                                    |
| 27 juni 2012 21.45 OEZT | Portugal                 | 0 - 0 (n.v.) | Spanje                              | Donbas Arena, Donetsk Scheidsrechter: Cüneyt Çakır |
| 27 juni 2012 21.45 OEZT |                          |              |                                     | Donbas Arena, Donetsk Scheidsrechter: Cüneyt Çakır |
| 27 juni 2012 21.45 OEZT | Strafschoppen            |              |                                     | Donbas Arena, Donetsk Scheidsrechter: Cüneyt Çakır |
| 27 juni 2012 21.45 OEZT | Moutinho Pepe Nani Alves | 2 – 4        | Alonso Iniesta Piqué Ramos Fàbregas | Donbas Arena, Donetsk Scheidsrechter: Cüneyt Çakır |

## Selectie
Bondscoach Bento maakte als een van de eerste coaches van de deelnemende landen aan het kampioenschap zijn selectie bekend. Er waren niet veel verrassingen, al vielen Ricardo Carvalho en José Bosingwa op, omdat ze waren geselecteerd door Bento maar niet onder hem als coach wilden spelen. Het was ook opmerkelijk dat Nuno Gomes en Hugo Viana ontbraken, aangezien ze al lange tijd uitkomen voor het Portugees voetbalelftal.
| No. | Naam              | Club                       | Positie      | W |   |   | D | A |   |   |   |
| --- | ----------------- | -------------------------- | ------------ | - | - | - | - | - | - | - | - |
| 1   | Eduardo Carvalho  | Genoa CFC                  | Doelman      | 0 | 0 | 0 | 0 | 0 | 0 | 0 | 0 |
| 12  | Rui Patrício      | Sporting Clube de Portugal | Doelman      | 5 | 0 | 0 | 0 | 0 | 0 | 0 | 0 |
| 22  | Beto              | CFR Cluj                   | Doelman      | 0 | 0 | 0 | 0 | 0 | 0 | 0 | 0 |
| 2   | Bruno Alves       | FK Zenit Sint-Petersburg   | Verdediger   | 5 | 0 | 0 | 0 | 0 | 1 | 0 | 0 |
| 3   | Pepe              | Real Madrid CF             | Verdediger   | 5 | 0 | 0 | 1 | 0 | 1 | 0 | 0 |
| 4   | Miguel Veloso     | Genoa CFC                  | Middenvelder | 5 | 0 | 1 | 0 | 0 | 2 | 0 | 0 |
| 5   | Fábio Coentrão    | Real Madrid                | Verdediger   | 5 | 0 | 0 | 0 | 1 | 2 | 0 | 0 |
| 6   | Custódio          | SC Braga                   | Middenvelder | 3 | 3 | 0 | 0 | 0 | 0 | 0 | 0 |
| 7   | Cristiano Ronaldo | Real Madrid CF             | Aanvaller    | 5 | 0 | 0 | 3 | 0 | 1 | 0 | 0 |
| 8   | João Moutinho     | FC Porto                   | Middenvelder | 5 | 0 | 0 | 0 | 2 | 0 | 0 | 0 |
| 9   | Hugo Almeida      | Beşiktaş JK                | Aanvaller    | 2 | 1 | 1 | 0 | 0 | 0 | 0 | 0 |
| 10  | Ricardo Quaresma  | Beşiktaş JK                | Middenvelder | 0 | 0 | 0 | 0 | 0 | 0 | 0 | 0 |
| 11  | Nélson Oliveira   | SL Benfica                 | Aanvaller    | 4 | 4 | 0 | 0 | 0 | 0 | 0 | 0 |
| 13  | Ricardo Costa     | Valencia CF                | Verdediger   | 0 | 0 | 0 | 0 | 0 | 0 | 0 | 0 |
| 14  | Rolando           | FC Porto                   | Verdediger   | 3 | 3 | 0 | 0 | 0 | 0 | 0 | 0 |
| 15  | Rúben Micael      | Atlético Madrid            | Middenvelder | 0 | 0 | 0 | 0 | 0 | 0 | 0 | 0 |
| 16  | Raul Meireles     | Chelsea FC                 | Middenvelder | 5 | 0 | 5 | 0 | 0 | 1 | 0 | 0 |
| 17  | Nani              | Manchester United FC       | Middenvelder | 5 | 0 | 3 | 0 | 2 | 1 | 0 | 0 |
| 18  | Silvestre Varela  | FC Porto                   | Aanvaller    | 3 | 3 | 0 | 1 | 0 | 0 | 0 | 0 |
| 19  | Miguel Lopes      | FC Porto                   | Verdediger   | 0 | 0 | 0 | 0 | 0 | 0 | 0 | 0 |
| 20  | Hugo Viana        | SC Braga                   | Middenvelder | 0 | 0 | 0 | 0 | 0 | 0 | 0 | 0 |
| 21  | João Pereira      | Sporting Clube de Portugal | Verdediger   | 5 | 0 | 0 | 0 | 1 | 2 | 0 | 0 |
| 23  | Hélder Postiga    | Sporting Clube de Portugal | Aanvaller    | 4 | 0 | 4 | 1 | 0 | 1 | 0 | 0 |

| W | Wedstrijden        |
|   | Invalbeurten       |
|   | Gewisseld          |
| D | Doelpunten         |
| A | Assists/Voorzetten |
|   | Gele kaarten       |
|   | 2 x geel = rood    |
|   | Rode kaarten       |

Groep A:  Polen ·  Griekenland ·  Rusland ·  Tsjechië
Groep B:  Nederland ·  Duitsland ·  Portugal ·  Denemarken
Groep C:  Spanje ·  Italië ·  Kroatië ·  Ierland
Groep D:  Oekraïne ·  Zweden ·  Frankrijk ·  Engeland
FPF · A-internationals · Selecties · Statistieken · Bondscoaches · Portugees vrouwenelftal · Olympisch elftal · Portugal U21 · Portugal U20 · Portugal U19 · Portugal U18 · Portugal U17 · Vrouwen U17
1921 – 1929 · 
1930 – 1939 · 
1940 – 1949 · 
1950 – 1959 · 
1960 – 1969 · 
1970 – 1979 · 
1980 – 1989 · 
1990 – 1999 · 
2000 – 2009 · 
2010 – 2019 · 
2020 – 2029
EK's: 1984 · 
1996 · 
2000 · 
2004 · 
2008 · 
2012 · 
2016 · 
2020 · 
2024
WK's: 1966 · 
1986 · 
2002 · 
2006 · 
2010 · 
2014 · 
2018 · 
2022
OS: 1928 · 
1996 · 
2004 · 
2016
1921 · 
1922 · 
1923 · 
1924 · 
1925 · 
1926 · 
1927 · 
1928 · 
1929 · 
1930 · 
1931 · 
1932 · 
1933 · 
1934 · 
1935 · 
1936 · 
1937 · 
1938 · 
1939 · 
1940 · 
1942 · 
1943 · 1944 · 
1945 · 
1946 · 
1947 · 
1948 · 
1949 ·
1950 · 
1951 · 
1952 · 
1953 · 
1954 · 
1955 · 
1956 · 
1957 · 
1958 · 
1959 ·
1960 · 
1961 · 
1962 ·
1963 ·
1964 · 
1965 · 
1966 · 
1967 · 
1968 · 
1969 ·
1970 · 
1971 · 
1972 · 
1973 · 
1974 · 
1975 · 
1976 · 
1977 · 
1978 · 
1979 ·
1980 · 
1981 · 
1982 · 
1983 · 
1984 · 
1985 · 
1986 · 
1987 · 
1988 · 
1989 · 
1990 · 
1991 ·
1992 · 
1993 · 
1994 · 
1995 · 
1996 · 
1997 · 
1998 · 
1999 · 
2000 · 
2001 · 
2002 · 
2003 · 
2004 · 
2005 · 
2006 · 
2007 · 
2008 · 
2009 · 
2010 · 
2011 · 
2012 · 
2013 ·
2014 ·
2015 ·
2016 ·
2017 ·
2018 ·
2019 ·
2020 ·
2021 ·
2022
Albanië ·
Algerije ·
Andorra ·
Angola ·
Argentinië ·
Armenië ·
Azerbeidzjan ·
België ·
Bolivia ·
Bosnië-Herzegovina ·
Brazilië ·
Bulgarije ·
Canada ·
Chili ·
China ·
Cyprus ·
DDR ·
Denemarken ·
Duitsland ·
Ecuador ·
Egypte ·
Engeland ·
Estland ·
Faeröer ·
Finland ·
Frankrijk ·
Gabon ·
Georgië ·
Ghana ·
Gibraltar ·
Griekenland ·
Hongarije ·
Ierland ·
IJsland ·
Iran ·
Israël ·
Italië ·
Ivoorkust ·
Joegoslavië ·
Kaapverdië ·
Kameroen ·
Kazachstan ·
Koeweit ·
Kroatië ·
Letland ·
Liechtenstein ·
Litouwen ·
Luxemburg ·
Malta ·
Marokko ·
Mexico ·
Moldavië ·
Mozambique ·
Nederland ·
Nieuw-Zeeland ·
Nigeria ·
Noord-Ierland ·
Noord-Korea ·
Noord-Macedonië ·
Noorwegen ·
Oekraïne ·
Oostenrijk ·
Panama ·
Paraguay ·
Polen ·
Qatar ·
Roemenië ·
Rusland ·
Saoedi-Arabië ·
Schotland ·
Servië ·
Slovenië ·
Slowakije ·
Sovjet-Unie ·
Spanje ·
Tsjechië ·
Tsjecho-Slowakije ·
Tunesië ·
Turkije ·
Uruguay ·
Verenigde Staten ·
Wales ·
Zuid-Afrika ·
Zuid-Korea ·
Zweden ·
Zwitserland
Angola (2006) ·
België (2021) ·
Brazilië (2010) · 
Denemarken (2012) ·
Duitsland (2006) ·
Duitsland (2008) ·
Duitsland (2012) ·
Duitsland (2014) ·
Duitsland (2021) ·
Engeland (2000) ·
Engeland (2006) ·
Frankrijk (2006) ·
Frankrijk (2016) ·
Frankrijk (2021)  ·
Ghana (2014) ·
Griekenland (2004, 2) · 
Hongarije (2021) · 
IJsland (2016) · 
Iran (2006) ·
Iran (2018) ·
Marokko (2018) ·
Marokko (2022) ·
Mexico (2006) ·
Nederland (2006) ·
Nederland (2012) ·
Oostenrijk (2016) · 
Spanje (2012) · 
Spanje (2018) ·
Tsjechië (2008) ·
Tsjechië (2012) · 
Turkije (2008) ·
Verenigde Staten (2014) ·
Uruguay (2018) ·
Zuid-Korea (2022) · 
Zwitserland (2008) · 
Zwitserland (2022)